# Иванов, Александр Васильевич (Герой Советского Союза)
Александр Васильевич Иванов (1 мая 1923, деревня Моторы, Смоленская губерния — 30 января 1992, Витебск) — участник Великой Отечественной войны, разведчик взвода разведки 364-го стрелкового полка 139-й стрелковой Рославльской Краснознамённой ордена Суворова дивизии 50-й армии 2-го Белорусского фронта, Герой Советского Союза (1945), младший сержант.

## Биография
Родился 1 мая 1923 года в деревне Моторы Смоленского уезда в семье крестьянина. Русский.
Окончив 7 классов, работал в колхозе землекопом.
в Красную Армию был призван в ноябре 1941 года Хвойнинским РВК Ленинградской, ныне Новгородской области.
В боях Великой Отечественной войны с мая 1942 года (по наградному листу с июня 1943 года).
Член ВКП(б) с 1943 года.
27 июня 1944 года разведчик 364-го стрелкового полка 139-й стрелковой дивизии 50-й армии 2-го Белорусского фронта младший сержант Иванов в составе группы разведчиков под сильным огнём противника форсировал Днепр у деревни Буйничи Могилёвского района Могилёвской области Белорусской ССР. Группа захватила плацдарм, уничтожила огневые точки противника, обеспечив переправу всего батальона. На одном из домов в деревне Буйничи Иванов водрузил Красный флаг.
Указом Президиума Верховного Совета СССР от 24 марта 1945 года за образцовое выполнение боевых заданий командования на фронте борьбы с немецко-фашистскими захватчиками и проявленные при этом мужество и героизм младшему сержанту Иванову Александру Васильевичу присвоено звание Героя Советского Союза с вручением ордена Ленина и медали «Золотая Звезда».
С 1946 года — в запасе. Окончил Смоленскую партшколу.
Жил в Витебске, работал инспектором по кадрам общества слепых.
Умер 30 января 1992 года. Похоронен на Мазуринском кладбище в Витебске.

## Награды
- Медаль «Золотая Звезда» Героя Советского Союза (24.03.1945);
- орден Ленина (24.03.1945);
- орден Отечественной войны 1-й степени;
- медаль «За победу над Германией в Великой Отечественной войне 1941—1945 гг.».

## Память
- Имя Героя высечено золотыми буквами в зале Славы Центрального музея Великой Отечественной войны в Парке Победы города Москва.